# Filesjö
Filesjö är en sjö i Hässleholms kommun i Skåne och ingår i Helge ås huvudavrinningsområde. Sjön har en area på 0,396 kvadratkilometer och ligger 97 meter över havet. Vid provfiske har bland annat abborre, braxen, gers och gädda fångats i sjön.

## Delavrinningsområde
Filesjö ingår i det delavrinningsområde (621968-136934) som SMHI kallar för Mynnar i Finjasjön. Medelhöjden är 106 meter över havet och ytan är 63,46 kvadratkilometer. Det finns inga avrinningsområden uppströms utan avrinningsområdet är högsta punkten. Vattendraget som avvattnar avrinningsområdet har biflödesordning 3, vilket innebär att vattnet flödar genom totalt 3 vattendrag innan det når havet efter 90 kilometer. Avrinningsområdet består mestadels av skog (57 procent), öppen mark (12 procent) och jordbruk (27 procent). Avrinningsområdet har 0,46 kvadratkilometer vattenytor vilket ger det en sjöprocent på 0,7 procent. Bebyggelsen i området täcker en yta av 0,81 kvadratkilometer eller 1 procent av avrinningsområdet.

## Fisk
Vid provfiske har följande fisk fångats i sjön:
- Abborre
- Braxen
- Gärs
- Gädda
- Mört
- Sutare